# Boanța
Boanța – wieś w Rumunii, w okręgu Bacău, w gminie Filipești. W 2011 roku liczyła 160 mieszkańców.